# Copa del Món de Futbol de 1954 - Grup 3
El Grup 3 de la Copa del Món de Futbol 1954, disputada a Suïssa, estava compost per quatre equips. Abans de començar s'establiren dos caps de sèrie, de forma que, en lloc del tradicional enfrontament tots contra tots, només s'enfrontaren els caps de sèrie contra els que no ho eren, per un total de quatre partits per grup. En cas d'empat entre dos seleccions es disputà un partit de desempat. Els dos millors classificats passaren a jugar la segona fase, els quarts de final.

## Integrants
El grup 3 està integrat per les seleccions següents:
| Uruguai | Àustria | Txecoslovàquia | Escòcia |
| ------- | ------- | -------------- | ------- |

## Classificació
| Pos | Equip          | PJ | PG | PE | PP | GF | GC | DG | Pts | Classificació           |
| --- | -------------- | -- | -- | -- | -- | -- | -- | -- | --- | ----------------------- |
| 1   | Uruguai        | 2  | 2  | 0  | 0  | 9  | 0  | +9 | 4   | Avança a la segona fase |
| 2   | Àustria        | 2  | 2  | 0  | 0  | 6  | 0  | +6 | 4   | Avança a la segona fase |
| 3   | Txecoslovàquia | 2  | 0  | 0  | 2  | 0  | 7  | −7 | 0   |                         |
| 4   | Escòcia        | 2  | 0  | 0  | 2  | 0  | 8  | −8 | 0   |                         |

## Partits

### Uruguai vs Txecoslovàquia
| Uruguai                     | 2–0     | Txecoslovàquia |
| --------------------------- | ------- | -------------- |
| Míguez 71' · Schiaffino 84' | Informe |                |

### Àustria vs Escòcia
| Àustria    | 1–0     | Escòcia |
| ---------- | ------- | ------- |
| Probst 33' | Informe |         |

### Uruguai vs Escòcia
| Uruguai                                                   | 7–0     | Escòcia |
| --------------------------------------------------------- | ------- | ------- |
| Borges 17', 47', 57' · Míguez 30', 83' · Abbadie 54', 85' | Informe |         |

### Àustria vs Txecoslovàquia
| Àustria                                 | 5–0     | Txecoslovàquia |
| --------------------------------------- | ------- | -------------- |
| Stojaspal 3', 65' · Probst 4', 21', 24' | Informe |                |